# Österreichischer Auslandsdienst

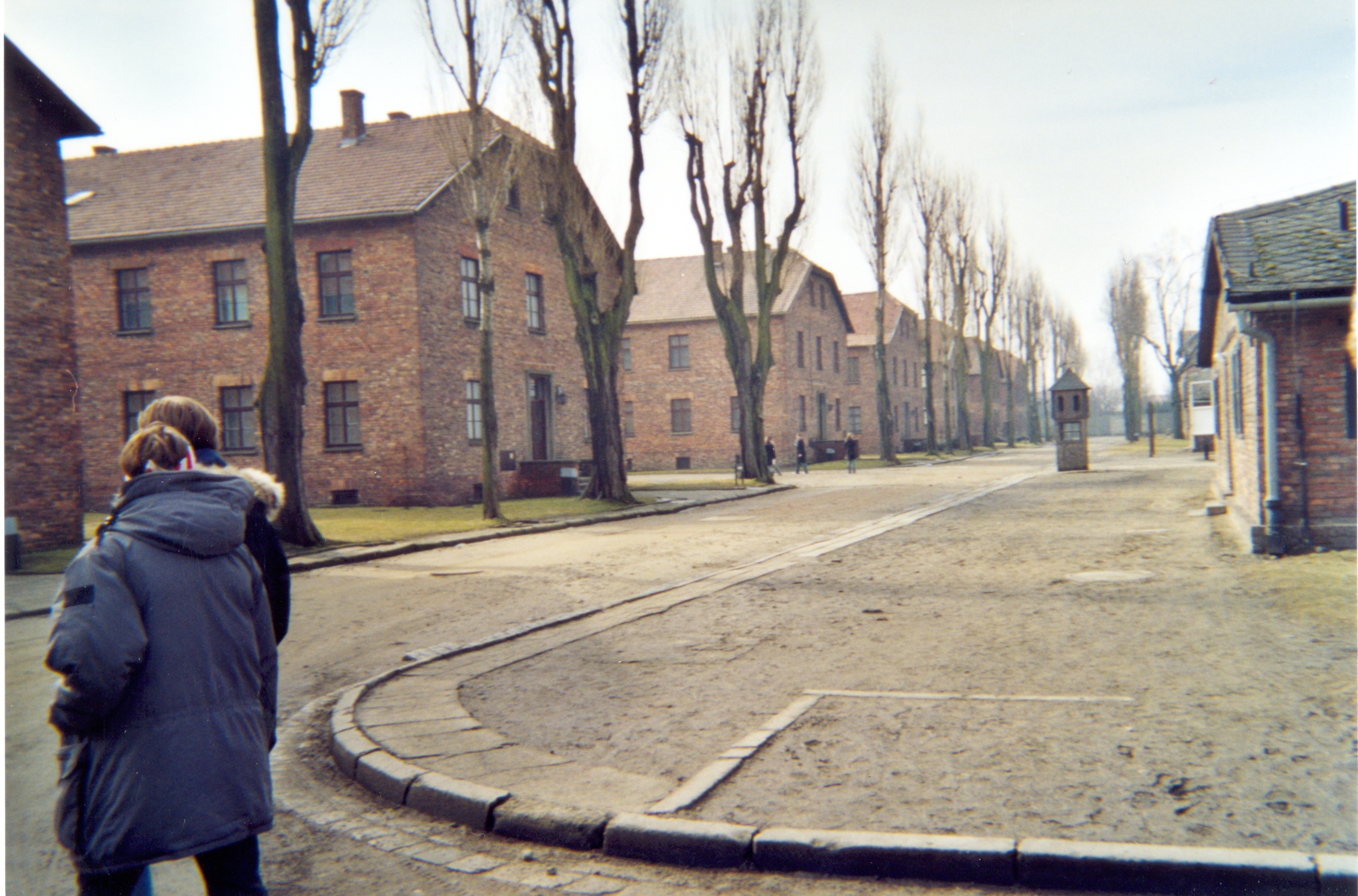
Den första unge österrikaren påbörjade sin tjänst i Auschwitz den 1 september 1992.

Österrikiska utlandstjänsten (Österreichischer Auslandsdienst), är en ideell organisation grundad 1992 av den österrikiske statsvetaren Andreas Maislinger. Unga österrikare har möjlighet att arbeta för en utländsk partnerorganisation i tio månader i stället för den obligatoriska sexmånaders militärtjänsten. För närvarande finns det tre alternativ för sökande att välja mellan: den österrikiska minnestjänsten (Gedenkdienst), den österrikiska socialtjänsten (Sozialdienst) och den österrikiska fredstjänsten (Friedensdienst).

## Österrikiska utlandstjänsten i Sverige
Den österrikiska utlandstjänsten samarbetar för närvarande med två organisationer i Sverige, Sveriges museum om Förintelsen och Hugo Valentin-centrum vid Uppsala universitet.
På Sveriges Museum om Förintelsen omfattar arbetet att delta i det dagliga arbetet på museet, hjälpa till med utställningar, utbildningsmaterial och digitala produktioner för museet samt ta fram fördjupande material om Förintelsen, översätta samlingsmaterial och stödja museets kommunikationsverksamhet.
Vid Hugo Valentin-centret är arbetet inriktat på akademisk forskning om folkmordet och andra projekt där minnesvården är involverad. Detta kan omfatta översättningar, förberedelse av kurser och hantering av databaser.